# بينك بانثيرس
بينك بانثيرس (بالإنجليزية: PinkPantheress)‏ هي مغنية وكاتبة أغاني إنجليزية ولدت في 2001 في مدينة باث لأم كينية وأب إنجليزي.

## روابط خارجية
بينك بانثيرس على موقع IMDb (الإنجليزية)
- بينك بانثيرس على موقع ميتاكريتيك (الإنجليزية)
- بينك بانثيرس على موقع روتن توميتوز (الإنجليزية)
- بينك بانثيرس على موقع ميوزك برينز (الإنجليزية)
- بينك بانثيرس على موقع أول ميوزيك (الإنجليزية)
- بينك بانثيرس على موقع ديسكوغز (الإنجليزية)